# Адемар (граф Шалона)
Адемар (фр. Adémar; ум. после 901) — граф Шалона (880—887), граф Дижона в 901.

## Биография
Происхождение Адемара довольно запутано. Судя по всему он был родственником Робертинов: его предком мог быть Гверин (ум. 772), граф в Тургау. 
Впервые Адемар упоминается в 871 году, когда он был посланцем (лат. missus) короля в Бургундии. В конце 880 года графства Отён, Безансон, Шалон, Макон и Лион, входившие в состав владений Бозона Вьеннского, провозглашённого в 879 году королём Бургундии, были захвачены армией, которой командовали короли Восточно-Франкского королевства Карл III Толстый и Людовик III Младший, а также короли Западно-Франкского королевства Людовик III и Карломан II. Эти владения были переданы оставшимся верным Каролингам феодалам. Адемар при этом получил Шалон.
О правлении Адемара ничего не известно. Уже в 887 году на посту графа Шалона его сменил Манасия I де Вержи, сторонник Ричарда Заступника, маркграфа Бургундии, брата Бозона Вьеннского. 
В 901 году Адемар упоминался как граф Дижона, однако неизвестно, когда и каким образом он получил это графство.
Неизвестно, был ли Адемар женат и были ли у него дети.